# Steve Genter
Robert Steven „Steve” Genter (ur. 4 stycznia 1951 w Artesii) – amerykański pływak. Trzykrotny medalista olimpijski z Monachium.
Specjalizował się w stylu dowolnym. Igrzyska w 1972 były jedynymi w jego karierze. Sięgnął po złoto w sztafecie 4 × 200 metrów kraulem, indywidualnie był drugi na dwóch dłuższych – 200 i 400 metrów – dystansach w tym stylu. Wspomniana sztafeta pobiła rekord świata. Studiował na UCLA.